# Martonosza
Martonosza (ukr. Мартоноша) – wieś na Ukrainie, w obwodzie kirowohradzkim, w rejonie nowoukraińskim, w hromadzie Nowomyrhorod. W 2023 liczyła 1500 mieszkańców.

## Urodzeni
- Dmitrij Gładki